# Rinocerii
Rinocerii (titlul original în franceză Rhinocéros) este o piesă de teatru scrisă de Eugen Ionescu în 1959. Este considerată una dintre lucrările cele mai remarcabile ale teatrului absurd.
Premiera românească a piesei "Rinocerii" a avut loc la Teatrul de Comedie din București, în data de 10 aprilie 1964, în regia lui Lucian Giurchescu. 
Pe durata celor trei acte, locuitorii unui mic oraș francez sunt transformați în rinoceri. Figura principală a piesei, Berenger, un om obișnuit și simplu, de multe ori subevaluat și criticat pentru dependența sa de alcool, se dovedește a fi singurul om care nu face parte din această metamorfoză.

## Actul I
Piesa începe în piața unui mic oraș de provincie francez. Doi prieteni - Jean, elocvent, inteligent, dar foarte arogant și Bérenger, un om simplu, timid și bun la suflet, dar care are patima alcoolului - se întâlnesc la o cafenea să discute despre o chestiune foarte importantă. În loc să vorbească despre aceasta, Jean devine furios pentru că Bérenger întârziase și venise în stare de ebrietate. Începe să-l mustre până când un rinocer traversează furios piața, făcându-i pe toți să tresară înspăimântați. Oamenii prezenți încep să discute despre ceea ce tocmai se întâmplase când un alt rinocer apare și strivește pisica unei femei. Acest fapt generează teroare și oamenii se adună în grupuri și încep să spună că prezența acestor rinoceri nu ar trebui tolerată. Începutul unei mișcări de masă se poate vedea pe scenă.

## Actul II
Bérenger sosește târziu la serviciu la redacția unui ziar local, dar recepționista redacției Daisy (de care Bérenger este îndrăgostit) îl acoperă. La birou, o ceartă izbucnise între Dudard (un ins rațional și sensibil) și Botard (un individ violent și temperamental); Botard crede că apariția unui rinocer în Franța este total imposibilă în ciuda tuturor mărturiilor celor care au văzut acest lucru întâmplându-se. 
Deodată, doamna Boeuf (soția unui coleg de muncă) apare și spune că soțul ei s-a transformat într-un rinocer și că străzile sunt pline de oameni care se trasformă în rinoceri. Botard protestează împotriva existenței unui fenomen așa-numit „rinocerită” despre care doamna Boeuf susține că a apărut. El spune că localnicii sunt prea inteligenți să se lase păcăliți de discursurile goale ale unei mișcări de masă. Totuși, domnul Boeuf (transformat în rinocer) sosește și distruge scările care duc spre birou, blocându-i pe toți angajații și pe șeful lor, Domnul Papillion, înăuntru. Doamna Boeuf se alătură soțului ei aruncându-se în casa scării în timp ce angajații scapă pe fereastră. 
Bérenger merge la Jean ca să-i ceară iertare pentru cearta din ziua precedentă, dar îl găsește pe prietenul său în pat foarte bolnav. Cei doi încep să se certe iarăși, inițial despre posibilitatea ca oamenii să se transforme într-adevăr în rinoceri și apoi despre moralitatea transformărilor. Jean este inițial înverșunat împotriva rinocerilor, dar treptat devine îngăduitor. Pe parcursul scenei, pielea lui Jean devine din ce în ce mai verde, umflăturile de pe capul său cresc într-un corn, vocea lui devine răgușită și el începe să pășească prin apartament ca un animal în cușcă. În sfârșit, Jean declară că rinocerii au exact aceleași drepturi ca și oamenii și că „Umanismul a murit, cei care îl urmează sunt doar sentimentaliști învechiți” chiar înainte de a se transformă și el într-un rinocer și începe să-l urmărească pe Bérenger prin apartament.

## Actul III
Toți din oraș s-au molipsit de rinocerită, mai puțin Bérenger, Dudard și Daisy. Bérenger este încuiat în apartamentul său, strigând la rinocerii care năvăliseră că au distrus civilizația, până când Dudard sosește să-l verifice. Dudard banalizează transformările spunând că oamenii au dreptul să aleagă ce vor să facă, chiar și să se transforme; dar Bérenger insistă că transformările nu pot fi voluntare și că prietenul său Jean care la început îi ura pe rinoceri a fost probabil spălat pe creier. Dudard contraargumentează prin faptul că oamenii își pot schimba părerea și treptat pot deveni mai toleranți până ajung la concluzia că trebuie „să-si urmeze semenii și liderii”. 
Daisy și Bérenger își dau seama că au rămas singuri - singurii oameni rămași într-o lume de monștri. Bérenger își mărturisește dragostea pentru Daisy și ea pare să-i împărtășească sentimentele. Ei încearcă, deși pentru puțin timp, să aibă o viață normală printre rinoceri. După ce Bérenger sugerează ca ei să încerce să repopuleze rasa umană, Daisy începe să se îndepărteze de el, spunând că Bérenger nu înțelege dragostea. Ea începe să creadă că rinocerii au dreptate - ei care sunt cu adevărat pasionali. Bérenger o pălmuiește pe Daisy fără să gândească, regretând imediat gestul său. Bérenger rezumă situația astfel: „ în doar câteva minute am trecut prin douăzeci și cinci de ani de căsătorie!”. Cei doi vor să se împace, dar nu reușesc. În timp ce Bérenger se examinează în oglindă căutând vreun semn de trasformare, Daisy pleacă repede să se alăture rinocerilor.
Descoperind că a rămas complet singur, Bérenger critică felul în care s-a purtat cu Daisy. În singurătate el începe să se îndoiască de propria existență - limbajul său, înfățișarea sa și conștiința sa. Singur, realizează că s-a înșelat și vrea să se schimbe în rinocer. Se agită și nu reușește. Se întoarce la oglindă, față în față cu soarta și se prăbușește luptându-se să-și accepte condiția. Deodată, se desprinde de oglindă și jură să lupte împotriva rinocerilor. Bérenger strigă cu vitejie „ Nu capitulez!” către public înainte de a se întoarce la fereastră să strige la rinocerii care treceau.

## Ecranizare
- 1961 Die Nashörner, film german, regia Gustav Rudolf Sellner, cu Bernhard Wicki, Joachim Teege, Horst Beilke
- 1961 De rinoceros, film olandez, regia Henk Rigters, tradus de Remco Campert, cu Mimi Boesnach, Louis Borel, Paul Cammermans
- 1964 Die Nashörner, film german, regia Jay Lenika
- 1966 El Rinoceronte, episod din serialul spaniol Estudio 1, regia Pedro Amalio López, cu  Julio Arroyo, José Bódalo, José María Caffarel
- 1972 Næsehornet, film danez, regia Søren Melson, cu Tage Axelson, Jørgen Buckhøj, Ingolf David
- 1974 Rhinoceros, regia Tom O'Horgan, cu Gene Wilder, Zero Mostel și Karen Black